# 富江乡 (巴彦县)
富江乡是中国黑龙江省哈尔滨市巴彦县下辖的一个乡，位于巴彦县最南端，松花江中游北岸。

## 行政区划
现辖：
振发村、新合村、五岳村和前程村。